# Georgio Catenazzi
Georgio Catenazzi (pl. Jerzy Catenazzi) (ur. ok. 1640, zm. po 1686) – architekt urodzony w Morbio Inferiore koło Mendrisio w kantonie Tessyn jako syn Jana i Zuzanny.

## Życiorys
Pierwsza wzmianka o nim pochodzi z 1661 z terenu Niemiec. W 1662 wraz z bratem Andreą przybył do Polski, lecz już w 1663 pojawia się w Czechach. Ostatecznie, w 1664 zostaje przyjęty jako czeladnik do poznańskiego cechu murarzy, a już rok później zostaje mistrzem. W 1665 pojawia się jeszcze w Niemczech, ale ostatecznie osiada w Poznaniu, gdzie żeni się z Marią Pigurzanką. Począwszy od 1669 kilkukrotnie pełnił funkcję starszego cechu. Około 1679 rodzi mu się syn, Filip.
Początkowo pracował przy kościele bernardynów, początkowo pod kierunkiem Krzysztofa Bonadury Starszego, a następnie samodzielnie. Kontynuował on również prace nad budową kościoła karmelitów bosych i kościoła reformatów, gdzie nadzorował pracę syna dawnego mistrza, Krzysztofa Bonadury Młodszego. Jednocześnie z budowami w Poznaniu prowadził prace nad kościołem parafialnym w Łopiennie. W latach 1679–1680 kierował przebudową opactwa w Lądzie, do której powrócił w 1682 realizując projekt Józefa Szymona Belottiego. W przerwie nad pracą w Lądzie kierował wznoszeniem kościołów cysterskich w Przemęcie i Wągrowcu. W 1686 nadal prowadził prace w Lądzie, jest to jednak ostatni zapisek o nim.